# Uwe Alzen
Uwe Alzen, né le 18 août 1967 à Kirchen (Sieg), est un pilote automobile allemand.

## Palmarès
- 1992 Champion de Porsche Carrera Cup Allemagne
- 1993 Vainqueur des 24 Heures de Spa, Vice-champion de la Porsche Supercup
- 1994 Champion de la Porsche Supercup
- 1995 Champion de l'ADAC GT Cup
- 1998 2e des 24 Heures du Mans
- 1999 Vainqueur des 24 Heures du Mans en catégorie GT, Vice-champion d'Allemagne de Super Tourenwagen Cup
- 2000 Vainqueur des 24 Heures du Nürburgring
- 2001 Vice-champion DTM
- 2006 Vice-champion de Porsche Carrera Cup Allemagne, 3e de la Porsche Supercup
- 2007 Champion de Porsche Carrera Cup Allemagne, 3e de la Porsche Supercup
- 2008 3e des Speedcar Series
- 2010 Vainqueur des 24 Heures du Nürburgring
- 10 succès en VLN Langstreckenmeisterschaft Nürburgring